# Vitrall de la Fira del vidre del Born
El vitrall de la Fira del Vidre del Born, que duu la inscripció completa La Cavalgada dels Consellers de la Ciutat a la Fire del Vidre del Born, és un vitrall historicista confeccionat per l'artesà del vidre mallorquí Marc Dietrich l'any 1943 al seu taller de Palma.
L'obra evoca un dels actes més remarcables de la tradició vidriera catalana, la històrica fira del vidre del Born de Barcelona durant Cap d'any. Té el seu origen a les Vidrieries Llofriu de Palma, però fou traslladada a mitjan dècada del 1950 cap al Forn de Vidre Vell de Cornellà de Llobregat, infraestructura industrial on romangué exposada bona part de la seva existència. Més de mig segle després, fou cedida per a la custòdia de l'ajuntament de Cornellà de Llobregat quan la fàbrica fou enderrocada per a construir-hi les vies i l'estació del Trambaix.

## Història
Marc Dietrich Rimoldi, vitraller mallorquí (Forbach, 1896 – Palma, 1959) d'una nissaga precedida pel vitraller Louis Dietrich Roser i de la seva muller Valentina Rimoldi Weber, obrí un taller d'artesà a Palma provinent de Barcelona. Malgrat que poc conegut, fou l'autor de les vidrieres de moltes parròquies mallorquines i de les d’edificis d’altres indrets del món.
El primer cop que s'esmenta aquesta obra de Dietrich és l'any 1943, quan el vitrall participà en la Primera Fira Oficial de Mostres de les Balears, exposat a l'estand d'Establecimientos y Vidrierías Llofriu, S.A., juntament amb altres productes de vidre. Després de certs problemes empresarials, els Llofriu van assentar-se amb la firma ELSA al Forn de Vidre Vell de Cornellà de Llobregat i sembla que el vitrall fou transportat cap a la península Ibèrica l'any 1956.
Amb la davallada comercial i productiva de la indústria vidriera cornellanenca, les instal·lacions del Forn de Vidre Vell van ser enderrocades per tal que, al tombant del mil·lenni, s'hi permetés el pas del Trambaix i la construcció del nou intercanviador de l'estació de Cornellà Centre. Els operaris que s’havien fet càrrec de l’empresa cediren la propietat del vitrall a l'ajuntament de Cornellà de Llobregat. Tot i el seu valor patrimonial, se'n perdé la pista i quedà emmagatzemat en dipòsits municipals fins que arribat el decenni del 2020, voluntaris de l’Avenç de Cornellà en resseguiren la pista, la història i, amb suport del consistori, feren possible treure novament l'obra a la llum.

## Producció i anàlisi artística
Dietrich empra, com a base per a la representació del vitrall, el projecte que havia servit per a l'elaboració del tapís de la Cavalcada dels consellers a la Fira del Vidre del Born. Mentre que el projecte, signat pel pintor Fèlix Mestres i Borrell, forma part de les col·leccions d’art del Parlament de Catalunya, el tapís, confeccionat al taller de Tomàs Aymat, rau penjat des del 1930 a l’escala noble de la Casa de la Ciutat de Barcelona.
La temàtica del vitrall se centra en un acte de primer ordre que se celebrava per Cap d'Any a Barcelona, que recorda la importància de la producció vidriera catalana. Els vidriers exposaven els seus millors productes en paradetes a la plaça del Born, a tocar del carrer de la Vidriera, mentre els consellers de la ciutat desfilaven a cavall i els ciutadans sortien a lluir les seves millors gales. Era una festivitat per a fer palesa la prosperitat del Cap i Casal. Aquest caràcter, adscrit al gènere historicista, és plasmat a través de les tècniques del vitrall emplomat acompanyat de la grisalla, el groc d’argent, carnacions, esmalt i gravat a l’àcid sobre vidre plaqué. Al damunt de l'obra, s'hi llegeix la inscripció original en català La Cavalgada dels Consellers de la Ciutat a la Fire del Vidre del Born, que conté dues errades ortogràfiques.
La seva composició demostra el coneixement dels tapissos flamencs i de l'estil artístic del pintor gòtic català Jaume Huguet, fins al punt de convertir-se en una revisió d’aquestes obres amb clars préstecs d’algunes figures com a models. Es tracta, doncs, d'un exemple de primer ordre de l'art dels vitralls emplomats, tant per l’encertada tria dels vidres, com també per l’acurada aplicació de les tècniques pictòriques.